# Cortuluá FC
Corporación Club Deportivo Tuluá, zwany często Cortuluá, jest kolumbijskim klubem piłkarskim z siedzibą w mieście Tuluá. Klub założony został 16 października 1967, a mecze w domu rozgrywa na stadionie Estadio Doce de Octubre mogącym pomieścić około 16 000 widzów.

## Osiągnięcia
- Mistrz drugiej ligi kolumbijskiej Primera B Colombiana (2): 1993, 2009
- Udział w Copa Libertadores: 2002

## Aktualny skład
Stan z 16 lipca 2006
- Carlos Geovanni Chavez (bramkarz)
- Miguel Solís (bramkarz)
- Jose Humberto Caicedo (obrońca)
- Segundo Castillo (obrońca)
- Juan Gabriel Cuero (obrońca)
- Luis Diaz (obrońca)
- Joaquín Martínez (obrońca)
- Francisco Moreno (obrońca)
- Julio César Tobar (obrońca)
- Román Torres (obrońca)
- Jorge Bermúdez (pomocnik)
- Eduardo Fernández (pomocnik)
- Juan José García (pomocnik)
- César Hinestroza (pomocnik)
- Yonni Hinestroza (pomocnik)
- Oscar Leyva (pomocnik)
- Alex Lozada (pomocnik)
- Emir Mina (pomocnik)
- Víctor Ramírez (pomocnik)
- Carlos Adrian Redondo (pomocnik)
- Elmer Sanchez (pomocnik)
- Gian Carlos Torres (pomocnik)
- Angelo Hernan Amaya (napastnik)
- Nelson Gómez (napastnik)
- Freddy Alberto Leon (napastnik)
- Roberto Polo (napastnik)